# Молодіжна збірна Польщі з футболу
Молодіжна збірна Польщі з футболу (пол. Reprezentacja Polski U-21 w piłce nożnej) — національна футбольна команда Польщі гравців віком до 21 року (U-21), якою керує Польський Футбольний Союз. Що чотири роки становиться автоматично олімпійською збірною Польщі (U-23).
Найвище досягнення в офіційних міжнародних змаганнях — півфінал на чемпіонаті Європи U-21 1974 року, срібна медаль Олімпійських ігор 1992.

## Чемпіонат Світу U-20
- 1977–2017 — не пройшла кваліфікацію
- 2019 — 1/8 фіналу

## Чемпіонат Європи U-21
- 1972 U-23 — не пройшла кваліфікацію
- 1974 U-23 — півфінал
- 1976 – 1980 — не пройшла кваліфікацію
- 1982 — чвертьфінал
- 1984 — чвертьфінал
- 1986 — чвертьфінал
- 1988 – 1990 — не пройшла кваліфікацію
- 1992 — чвертьфінал
- 1994 — чвертьфінал
- 1996 – 2015 — не пройшла кваліфікацію
- 2017 — груповий етап
- 2019 — груповий етап
- 2021 — не пройшла кваліфікацію
- 2023 — не пройшла кваліфікацію
- 2025 — груповий етап

## Олімпійські ігри
- 1992 — срібна медаль

## Тренери
| Період роботи зі збірною | Тренер               |
| ------------------------ | -------------------- |
| 19??–19??                | Анджей Стрейляу      |
| 1974–1975                | Ришард Кулеша (U-21) |
| 1975–1978                | Ришард Кулеша (U-23) |
| 1977–1983                | Вальдемар Обрембскі  |
| 19??–19??                | Едмунд Зентара       |
| 1987–1989                | Богуслав Гайдас      |
| 1990–1992                | Януш Вуйцік          |
| 1992–1994                | Віктор Стасюк        |
| 1994–1995                | Мєчислав Бронішевскі |
| 1996–1997                | Едвард Лоренс        |
| 1998–1999                | Павел Янас           |
| 2000–2001                | Леслав Цьмикєвич     |
| 2002–2003                | Едвард Клейндінст    |
| 2004–2005                | Владислав Жмуда      |
| 2006–2010                | Анджей Замільскі     |
| 2011–2013                | Стефан Маєвський     |
| 2013–2017                | Марцін Дорна         |
| 2017–2020                | Чеслав Міхневич      |
| 2020–2022                | Мацей Столарчик      |
| 2022–2023                | Міхал Пробеж         |
| 2023–                    | Адам Маєвський       |